# Georgi Hristakiev
Georgi Hristakiev (Stara Zagora, 25 maggio 1944 – 4 aprile 2016) è stato un calciatore bulgaro, di ruolo difensore.